# VK Minsk
VK Minsk (belarusiska: Волейбольный клуб «Минск) är en volleybollklubb från Minsk, Belarus. Klubben är aktiv både på dam och herrsidan och både inomhus och beach. Den grundades 21 juni 2006.
Damlaget har blivit belarusiska mästare åtta gånger (2006/2007, 2009/2010, 2015/2016, 2016/2017, 2017/2018, 2018/2019, 2019/2020 och 2020/2021) och vunnit belarusiska cupen sju gånger (2006, 2016, 2017, 2018, 2019, 2020 och 2021). De deltar sedan 2018 i Ryska superligan i volleyboll och har där som bäst blivit femma.
Herrlaget har blivit belarusiska mästare sju gånger (2009/2010, 2010/2011, 2011/2012, 2012/2013, 2013/2014, 2014/2015 och 2015/2016) och vunnit belarusiska cupen åtta gånger (2009/2010, 2010/2011, 2012/2013, 2013/2014, 2014/2015, 2015/2016, 2016/2017 och 2017/2018).